# Josef Kracker-Semler
Josef Kracker-Semler (* 25. Juli 1911 in Rabensdorf; † unbekannt) war ein österreichischer Gebietsführer der Hitlerjugend (HJ) des Reichsgaus Niederdonau (heute Niederösterreich). Er wurde 1948 wegen Mitverantwortung an der Ermordung des Kommunisten Robert Obendorfer zu 15 Jahren Haft verurteilt und 1954 amnestiert.

## Leben

### Jugend und HJ-Laufbahn
Josef Kracker-Semler war als Schüler Mitglied des Deutschen Turnerbunds und ab 1925 Mitglied einer deutschnationalen Studentenverbindung. Nach Beendigung seiner Ausbildung zum Hauptschullehrer wurde er 1933 Mitglied der NSDAP (Mitgliedsnummer 6.306.295) und der SA, wo er den Rang eines Sturmführer erlangte, aus dieser aber nach dem Röhm-Putsch wieder austrat. Da er im Mai 1934 einen Überfall mit seiner SA-Einheit auf die Ortswehr und Hilfspolizei in Arnoldstein organisiert und dabei einen Hilfspolizisten niedergeschlagen hatte, weshalb ein Haftbefehl gegen ihn erlassen worden war, flüchtete er aus Österreich und schloss sich der Österreichischen Legion in Bad Aibling an.
Hier begann Kracker-Semler seine Karriere als Führer der österreichischen Hitlerjugend, begünstigt durch seine Lehrerausbildung, und wurde Leiter der HJ-Reichsführerschule Kuhlmühle. 1935 war er als Ausbilder in der Nationalpolitischen Erziehungsanstalt (NPEA) im Schloss Oranienstein bei Diez und von April 1936 bis 1938 an der HJ-Reichsführerschule in Potsdam tätig. Nach dem „Anschluss“ Österreichs an das nationalsozialistische Deutsche Reich im März 1938 wurde er Leiter der neu gegründeten HJ-Reichsführerschule in Grödig und ab Februar 1939 Stableiter der HJ-Gebietsführung Wien. Nach seiner Kriegsteilnahme von 1939 bis 1942 wurde Kracker-Semler ab Mai 1943 HJ-Gebietsführers für den Reichsgau Niederdonau. In dieser Funktion war er de facto Vorgesetzter und Befehlsgeber für alle sich dort befindlichen HJ-Angehörigen und stand in engem Kontakt mit Ernst Burian, dem Leiter eines der größten HJ-Wehrertüchtigungslager in Niederdonau in Lunz am See.

### Endphaseverbrechen im Bezirk Scheibbs
Eine unmittelbare Beteiligung an den Endphaseverbrechen der Massaker bei Göstling und im Schliefaugraben bei Randegg im Bezirk Scheibbs konnte ihm nicht nachgewiesen werden. Indiz für seine Beteiligung ist ein als „Vollmacht und Befehl“ betiteltes Dokument des Gauleiters Hugo Jury vom 1. April 1945, die ihm gestattete, „in der Operationszone des Gaues Niederdonau mit allen ihm zu Gebote stehenden Mitteln für Ordnung zu sorgen“.
Es gibt auch Hinweise seiner Beteiligung am Massaker in Göstling. Der HJ-Angehörige Hans Grubmayr sagte im Juli 1945 vor Gericht aus:
„Hauptverbrecher waren Kracker-Semler und sein Spießgeselle Burian. Kracker-Semler führte auch den Beinamen ‚Chef‘. Beide waren mit Bestimmtheit an den Morden in Göstling beteiligt, was ich aus einem Telefongespräch mit Kernstock aus Göstling entnahm. Wer aus Göstling sprach, weiß ich nicht. Ich hörte auf der Banndienstelle nur zufällig mit. Die Stimme sagte wörtlich: ‚Dem Chef seine Arbeit war diesmal nicht gut‘, womit er meinte, dass die ermordeten Juden nicht richtig verbrannt bzw. verscharrt worden seien“.
Anfang Mai 1945  besetzte Kracker-Semler mit anderen SS-Männern das Haus von Rudolf Obendorfer, einem in Lunz bekannten Kommunisten und Antifaschisten, das als BdM-Erholungsheim genutzt und von der Leitung des HJ-Wehrertüchtigungslagers Lunz verwaltet wurde. In der Nacht von 7. auf 8. Mai kam es in dem Haus zu einem Trinkgelage und zahlreichen Beschädigungen, weshalb ihn Obendorfer am Nachmittag des 8. Mai 1945 zur Rede stellte. Nach einer heftigen Diskussion ließ Kracker-Semler Obendorfer festnehmen. Der Stabsleiter der Gebietsführung, Popp machte den Vorschlag, „Obendorfer wegen tätlicher Beleidigung des Gebietsführers und wegen seiner allgemeinen kommunistischen Einstellung zu erschiessen“. Kracker-Semler stimmte der Ermordung zu und beauftragte Burian, Obendorfer zu ermorden. Burian bestritt später den Mord und gab an, dass diesen ein Mitglied der NS-Organisation „Werwolf“ ausgeführt habe.

### Nachkriegszeit und Prozess
Unmittelbar nach der Ermordung Obendorfers flüchtete Kracker-Semler zusammen mit Burian am 8. Mai 1945 vor der vorrückenden Front nach Oberösterreich. Nach Kriegsende war er kurzzeitig als Lehrer tätig, wurde im November 1945 verhaftet und befand sich bis zu seiner Verhandlung 1948 in Untersuchungshaft. Im Juni 1948 wurde er vom Österreichischen Volksgericht Wien zusammen mit Ernst Burian wegen Kriegsverbrechen angeklagt. Die Beweise für seine Beteiligung an den Massakern in Radnegg und Göstling sah das Gericht als nicht ausreichend an. Nachgewiesen wurde ihm der Befehl zur Ermordung von Rudolf Obendorfer. Kracker-Semler wurde zu 20 Jahren Gefängnis verurteilt und am 5. August 1954 vom österreichischen Bundespräsidenten amnestiert. In seinem Schlusswort sagte er aus, dass er freiwillig Nationalsozialist geworden sei und seine politische Anschauung nicht wie ein „schlecht passendes Hemd“ einfach ausziehen könne. Ernst Burian wurde zu lebenslänglicher Haft verurteilt und 1953 begnadigt. Nach seiner Haftentlassung zog Kracker-Semler nach Villach und arbeitete dort als Angestellter der ÖDK.